# Ligota Górna (Kluczbork)
Pour les articles homonymes, voir Ligota Górna.
Ligota Górna est une localité polonaise de la gmina et du powiat de Kluczbork en voïvodie d'Opole.